# Polo aquático no Campeonato Mundial de Esportes Aquáticos de 2017 - Feminino
O torneio feminino de polo aquático no Campeonato Mundial de Esportes Aquáticos de 2017 em Budapeste na Hungria foi disputado entre 16 de julho e 29 de julho.

## Medalhistas
| Ouro | Prata | Bronze |
| Estados Unidos · Rachel Fattal · Aria Fischer · Makenzie Fischer · Paige Hauschild · Amanda Longan · Madeline Musselman · Jamie Neushul · Kiley Neushul · Jordan Raney · Melissa Seidemann · Maggie Steffens · Gabrielle Stone · Alys Williams | Espanha · Marta Bach · Paula Crespí · Sandra Domene · Anna Espar · Clara Espar · Laura Ester · Judith Forca · Anna Gual · Paula Leitón · Helena Lloret · Beatriz Ortiz · Matilde Ortiz · María del Pilar Peña | Rússia · Maria Borisova · Olga Gorbunova · Evgeniya Ivanova · Elvina Karimova · Anna Karnaukh · Ekaterina Prokofyeva · Daria Ryzhkova · Alena Serzhantova · Anastasia Simanovich · Anna Timofeeva · Tatiana Tolkunova · Anna Ustiukhina · Veronika Vakhitova |

## Formato da disputa
Os 16 participantes foram divididos em quatro grupos com quatro integrantes de primeira fase. As equipes enfrentam as outras equipes de seu grupo uma única vez, ao final das três rodadas, a primeira colocada de cada grupo se classifica direto para as quartas-de-final. As equipes que ocuparem a segunda e a terceira posições disputarão as oitavas-de-final. A quarta colocada de cada grupo disputará do 13º ao 16º lugar.

## Primeira fase
Todas as partidas seguem o horário local  (UTC+1)

### Grupo A
| Pos. | Seleção | PT | J | V | E | D | GM | GS | SG  |
| ---- | ------- | -- | - | - | - | - | -- | -- | --- |
| 1.   | Itália  | 6  | 3 | 3 | 0 | 0 | 43 | 16 | +27 |
| 2.   | Canadá  | 4  | 3 | 2 | 0 | 1 | 29 | 25 | +4  |
| 3.   | China   | 2  | 3 | 1 | 0 | 2 | 28 | 29 | -1  |
| 4.   | Brasil  | 0  | 3 | 0 | 0 | 3 | 14 | 45 | -31 |

| 16 de julho de 2017 09:30 | Súmula | Itália                                     | 10–4 | Canadá | Budapeste Árbitros: Sergey Naumov (RUS), Benjamin Mercier (FRA) |
| 16 de julho de 2017 09:30 | Súmula | Pontuação por períodos: 1–2, 2–0, 3–0, 4–2 |      |        | Budapeste Árbitros: Sergey Naumov (RUS), Benjamin Mercier (FRA) |

| 16 de julho de 2017 10:50 | Súmula | China                                      | 11–4 | Brasil | Budapeste Árbitros: Daniel Flahive (AUS), Frank Ohme (GER) |
| 16 de julho de 2017 10:50 | Súmula | Pontuação por períodos: 2–4, 0–2, 2–1, 0–4 |      |        | Budapeste Árbitros: Daniel Flahive (AUS), Frank Ohme (GER) |

| 18 de julho de 2017 18:50 | Súmula | China                                      | 8–9 | Canadá | Budapeste Árbitros: Georgios Stavridis (GRE), Nader Ghafouri (IRI) |
| 18 de julho de 2017 18:50 | Súmula | Pontuação por períodos: 1–1, 4–2, 0–5, 3–1 |     |        | Budapeste Árbitros: Georgios Stavridis (GRE), Nader Ghafouri (IRI) |

| 18 de julho de 2017 21:30 | Súmula | Itália                                       | 18–4 | Brasil | Budapeste Árbitros: Dion Willis (RSA), Yosuke Kajiwara (JPN) |
| 18 de julho de 2017 21:30 | Súmula | Pontuação por períodos: 5– 1, 6–1, 4– 1, 3–1 |      |        | Budapeste Árbitros: Dion Willis (RSA), Yosuke Kajiwara (JPN) |

| 20 de julho de 2017 13:30 | Súmula | Itália                                     | 15–8 | China | Budapeste Árbitros: Sergey Naumov (RUS), Georgios Stavridis (GRE) |
| 20 de julho de 2017 13:30 | Súmula | Pontuação por períodos: 3–2, 4–2, 6–0, 2–4 |      |       | Budapeste Árbitros: Sergey Naumov (RUS), Georgios Stavridis (GRE) |

| 21 de julho de 2017 17:30 | Súmula | Brasil                                     | 6–16 | Canadá | Budapeste Árbitros: Daniel Daners (URU), Benjamin Mercier (FRA) |
| 21 de julho de 2017 17:30 | Súmula | Pontuação por períodos: 2-4, 1-4, 1-4, 1-4 |      |        | Budapeste Árbitros: Daniel Daners (URU), Benjamin Mercier (FRA) |

### Grupo B
| Pos. | Seleção        | PT | J | V | E | D | GM | GS | SG  |
| ---- | -------------- | -- | - | - | - | - | -- | -- | --- |
| 1.   | Estados Unidos | 6  | 3 | 3 | 0 | 0 | 58 | 17 | +41 |
| 2.   | Espanha        | 4  | 3 | 2 | 0 | 1 | 35 | 17 | +18 |
| 3.   | Nova Zelândia  | 2  | 3 | 1 | 0 | 2 | 17 | 38 | -22 |
| 4.   | África do Sul  | 0  | 3 | 0 | 0 | 3 | 10 | 49 | -39 |

| 16 de julho de 2017 12:10 | Súmula | Nova Zelândia                              | 2–10 | Itália | Budapeste Árbitros: Viktor Salnichenko (KAZ), Péter Molnár (HUN) |
| 16 de julho de 2017 12:10 | Súmula | Pontuação por períodos: 0–3, 1–1, 0–2, 1–4 |      |        | Budapeste Árbitros: Viktor Salnichenko (KAZ), Péter Molnár (HUN) |

| 16 de julho de 2017 13:30 | Súmula | África do Sul                              | 2–24 | Estados Unidos | Budapeste Árbitros: Andrej Franulović (CRO), Steven Rotsart (USA) |
| 16 de julho de 2017 13:30 | Súmula | Pontuação por períodos: 0–6, 0–7, 2–5, 0–6 |      |                | Budapeste Árbitros: Andrej Franulović (CRO), Steven Rotsart (USA) |

| 18 de julho de 2017 09:30 | Súmula | Estados Unidos                             | 12–8 | Espanha | Budapeste Árbitros: Diana Dutilh-Dumas (NED), Sergey Naumov (RUS) |
| 18 de julho de 2017 09:30 | Súmula | Pontuação por períodos: 5–4, 1–2, 1–3, 3–2 |      |         | Budapeste Árbitros: Diana Dutilh-Dumas (NED), Sergey Naumov (RUS) |

| 18 de julho de 2017 10:50 | Súmula | Nova Zelândia                              | 8–6 | África do Sul | Budapeste Árbitros: Diego Garibaldi (ARG), Benjamin Mercier (FRA) |
| 18 de julho de 2017 10:50 | Súmula | Pontuação por períodos: 4-4, 2–1, 1-3, 2–1 |     |               | Budapeste Árbitros: Diego Garibaldi (ARG), Benjamin Mercier (FRA) |

| 20 de julho de 2017 18:50 | Súmula | Nova Zelândia                              | 7–22 | Estados Unidos | Budapeste Árbitros: Diego Garibaldi (ARG), Yosuke Kajiwarra (JPN) |
| 20 de julho de 2017 18:50 | Súmula | Pontuação por períodos: 2–6, 1–6, 2–6, 2–4 |      |                | Budapeste Árbitros: Diego Garibaldi (ARG), Yosuke Kajiwarra (JPN) |

| 20 de julho de 2017 21:30 | Súmula | África do Sul                              | 3–17 | Espanha | Budapeste Árbitros: Diana Dutilh-Dumas (NED), Viktor Salnichenko (KAZ) |
| 20 de julho de 2017 21:30 | Súmula | Pontuação por períodos: 1–4, 0–6, 1–2, 1–5 |      |         | Budapeste Árbitros: Diana Dutilh-Dumas (NED), Viktor Salnichenko (KAZ) |

### Grupo C
| Pos. | Seleção       | PT | J | V | E | D | GM | GS | SG  |
| ---- | ------------- | -- | - | - | - | - | -- | -- | --- |
| 1.   | Hungria       | 6  | 3 | 3 | 0 | 0 | 54 | 24 | +30 |
| 2.   | Países Baixos | 4  | 3 | 2 | 0 | 1 | 45 | 20 | +25 |
| 3.   | França        | 2  | 3 | 1 | 0 | 2 | 16 | 49 | -33 |
| 4.   | Japão         | 0  | 3 | 0 | 0 | 3 | 27 | 49 | -22 |

| 16 de julho de 2017 17:30 | Súmula | Países Baixos                              | 17–2 | França | Budapeste Árbitros: Natacha Florestano (BRA), Ni Shiwei (CHN) |
| 16 de julho de 2017 17:30 | Súmula | Pontuação por períodos: 7–0, 5–0, 3–1, 2–1 |      |        | Budapeste Árbitros: Natacha Florestano (BRA), Ni Shiwei (CHN) |

| 16 de julho de 2017 20:10 | Súmula | Japão                                      | 11–20 | Hungria | Budapeste Árbitros: Steven Rotsart (USA), Alessandro Severo (ITA) |
| 16 de julho de 2017 20:10 | Súmula | Pontuação por períodos: 1–4, 3–8, 2–5, 5–3 |       |         | Budapeste Árbitros: Steven Rotsart (USA), Alessandro Severo (ITA) |

| 18 de julho de 2017 12:10 | Súmula | Japão                                      | 8–20 | Países Baixos | Budapeste Árbitros: Péter Molnár (HUN), Maged El Shamy (AUS) |
| 18 de julho de 2017 12:10 | Súmula | Pontuação por períodos: 0–7, 5–3, 2–5, 1–5 |      |               | Budapeste Árbitros: Péter Molnár (HUN), Maged El Shamy (AUS) |

| 18 de julho de 2017 20:10 | Súmula | França                                     | 5–24 | Hungria | Budapeste Árbitros: Adrian Alexandrescu (ROU), Mikhail Dykman (CAN) |
| 18 de julho de 2017 20:10 | Súmula | Pontuação por períodos: 0–7, 2–7, 3–6, 0–4 |      |         | Budapeste Árbitros: Adrian Alexandrescu (ROU), Mikhail Dykman (CAN) |

| 20 de julho de 2017 09:30 | Súmula | Japão                                      | 8–9 | França | Budapeste Árbitros: Radosław Koryzna (POL), Francesc Buch (ESP) |
| 20 de julho de 2017 09:30 | Súmula | Pontuação por períodos: 3–3, 0–3, 3–1, 2–2 |     |        | Budapeste Árbitros: Radosław Koryzna (POL), Francesc Buch (ESP) |

| 20 de julho de 2017 20:10 | Súmula | Países Baixos                              | 8–10 | Hungria | Budapeste Árbitros: Alessandro Severo (ITA), Steven Rotsart (USA) |
| 20 de julho de 2017 20:10 | Súmula | Pontuação por períodos: 2–2, 1–1, 2–4, 3–3 |      |         | Budapeste Árbitros: Alessandro Severo (ITA), Steven Rotsart (USA) |

### Grupo D
| Pos. | Seleção     | PT | J | V | E | D | GM | GS | SG  |
| ---- | ----------- | -- | - | - | - | - | -- | -- | --- |
| 1.   | Austrália   | 4  | 2 | 2 | 0 | 0 | 24 | 9  | +15 |
| 2.   | Grécia      | 2  | 2 | 1 | 0 | 1 | 26 | 14 | +12 |
| 3.   | Rússia      | 2  | 2 | 1 | 0 | 1 | 14 | 15 | -1  |
| 4.   | Cazaquistão | 0  | 2 | 0 | 0 | 2 | 9  | 35 | -26 |

| 16 de julho de 2017 18:50 | Súmula | Austrália                                  | 16–4 | Cazaquistão | Budapeste Árbitros: Adrian Alexandrescu (ROU), Alessandro Severo (ITA) |
| 16 de julho de 2017 18:50 | Súmula | Pontuação por períodos: 4–1, 4–1, 4–2, 4–0 |      |             | Budapeste Árbitros: Adrian Alexandrescu (ROU), Alessandro Severo (ITA) |

| 16 de julho de 2017 21:30 | Súmula | Rússia                                     | 9–7 | Grécia | Budapeste Árbitros: Francesc Buch (ESP), Adrian Alexandrescu (ROU) |
| 16 de julho de 2017 21:30 | Súmula | Pontuação por períodos: 2–1, 4–3, 2-3, 1–0 |     |        | Budapeste Árbitros: Francesc Buch (ESP), Adrian Alexandrescu (ROU) |

| 18 de julho de 2017 13:30 | Súmula | Grécia                                     | 19–5 | Cazaquistão | Budapeste Árbitros: Daniel Daners (URU), Stanko Ivanovski (MNE) |
| 18 de julho de 2017 13:30 | Súmula | Pontuação por períodos: 5–0, 4–2, 4–1, 6–2 |      |             | Budapeste Árbitros: Daniel Daners (URU), Stanko Ivanovski (MNE) |

| 19 de julho de 2017 17:30 | Súmula | Austrália                                  | 8–5 | Rússia | Budapeste Árbitros: Alessandro Severo (ITA), Francesc Buch (ESP) |
| 19 de julho de 2017 17:30 | Súmula | Pontuação por períodos: 1–2, 2–1, 3–1, 2–1 |     |        | Budapeste Árbitros: Alessandro Severo (ITA), Francesc Buch (ESP) |

| 20 de julho de 2017 10:50 | Súmula | Austrália                                  | 8–11 | Grécia | Budapeste Árbitros: Adrian Alexandrescu (ROU), Vojin Putniković (SRB) |
| 20 de julho de 2017 10:50 | Súmula | Pontuação por períodos: 2–2, 3–3, 2–3, 1–3 |      |        | Budapeste Árbitros: Adrian Alexandrescu (ROU), Vojin Putniković (SRB) |

| 20 de julho de 2017 12:10 | Súmula | Rússia                                     | 15–6 | Cazaquistão | Budapeste Árbitros: Natacha Florestano (BRA), Mikhail Dykman (CAN) |
| 20 de julho de 2017 12:10 | Súmula | Pontuação por períodos: 5–1, 3–2, 4–2, 3–1 |      |             | Budapeste Árbitros: Natacha Florestano (BRA), Mikhail Dykman (CAN) |

## Segunda fase
|  | Play-off      | Play-off    |               |                    | Quartas-de-final | Quartas-de-final |             |                     | Semifinal           | Semifinal |  |  | Final | Final |
|  |               |             |               |                    |                  |                  |             |                     |                     |           |  |  |       |       |
|  |               |             |               |                    | 24 de julho      |                  |             |                     |                     |           |  |  |       |       |
|  | 22 de julho   |             |               |                    |                  |                  |             |                     |                     |           |  |  |       |       |
|  | Rússia        | 9           |               |                    |                  |                  |             |                     |                     |           |  |  |       |       |
|  | Rússia        | 9           | Países Baixos | 11                 | 26 de julho      | 26 de julho      |             |                     |                     |           |  |  |       |       |
|  |               | Itália      | Países Baixos | 11                 | 26 de julho      | 26 de julho      | 8           |                     |                     |           |  |  |       |       |
|  | Rússia        | Itália      | 10            |                    | Rússia           | 9                | 8           |                     |                     |           |  |  |       |       |
|  | Rússia        | 24 de julho | 10            |                    | Rússia           | 9                |             |                     |                     |           |  |  |       |       |
|  | 22 de julho   | 22 de julho |               | Estados Unidos     | 14               |                  |             |                     |                     |           |  |  |       |       |
|  | 22 de julho   | 22 de julho | Austrália     | Estados Unidos     | 14               | 5                |             |                     |                     |           |  |  |       |       |
|  | França        | 2           | Austrália     |                    |                  | 5                | 28 de julho | 28 de julho         |                     |           |  |  |       |       |
|  | França        | 2           |               | Estados Unidos     | 7                |                  | 28 de julho | 28 de julho         |                     |           |  |  |       |       |
|  | Austrália     | 16          |               | Estados Unidos     | 7                | Estados Unidos   | 13          |                     |                     |           |  |  |       |       |
|  | Austrália     | 16          | 24 de julho   |                    |                  | Estados Unidos   | 13          |                     |                     |           |  |  |       |       |
|  | 22 de julho   | 22 de julho |               | Espanha            | 6                |                  |             |                     |                     |           |  |  |       |       |
|  | 22 de julho   | 22 de julho | Canadá        | Espanha            | 6                | 6                |             |                     |                     |           |  |  |       |       |
|  | Canadá        | 16          | Canadá        | 26 de julho        | 26 de julho      | 6                |             |                     |                     |           |  |  |       |       |
|  | Canadá        | 16          |               | 26 de julho        | 26 de julho      | Hungria          | 4           |                     |                     |           |  |  |       |       |
|  | Nova Zelândia | 3           |               | Canadá             | 10               | Hungria          | 4           | Disputa do 3º lugar | Disputa do 3º lugar |           |  |  |       |       |
|  | Nova Zelândia | 3           | 24 de julho   | Canadá             | 10               |                  |             | Disputa do 3º lugar | Disputa do 3º lugar |           |  |  |       |       |
|  | 22 de julho   | 22 de julho |               | Espanha            | 12               |                  | 28 de julho | 28 de julho         |                     |           |  |  |       |       |
|  | 22 de julho   | 22 de julho | Grécia        | Espanha            | 12               | 10 (2)           | 28 de julho | 28 de julho         |                     |           |  |  |       |       |
|  | China         | 5           | Grécia        |                    |                  | 10 (2)           | Rússia      | 11                  |                     |           |  |  |       |       |
|  | China         | 5           |               | Espanha (pênaltis) | 10 (4)           |                  | Rússia      | 11                  |                     |           |  |  |       |       |
|  | Espanha       | 13          |               | Espanha (pênaltis) | 10 (4)           | Canadá           | 9           |                     |                     |           |  |  |       |       |
|  | Espanha       | 13          |               |                    |                  | Canadá           | 9           |                     |                     |           |  |  |       |       |

### Oitavas de final
| 22 de julho de 2017 17:30 | Súmula | Canadá                                     | 16–3 | Nova Zelândia | Budapeste Árbitros: Natacha Florestano (BRA), Viktor Salnichenko (KAZ) |
| 22 de julho de 2017 17:30 | Súmula | Pontuação por períodos: 5–1, 4–1, 3–0, 4–1 |      |               | Budapeste Árbitros: Natacha Florestano (BRA), Viktor Salnichenko (KAZ) |

| 22 de julho de 2017 19:00 | Súmula | China                                      | 5–13 | Espanha | Budapeste Árbitros: Diana Dutilh-Dumas (NED), Steven Rotsart (USA) |
| 22 de julho de 2017 19:00 | Súmula | Pontuação por períodos: 2–1, 1–4, 1–5, 1–3 |      |         | Budapeste Árbitros: Diana Dutilh-Dumas (NED), Steven Rotsart (USA) |

| 22 de julho de 2017 20:30 | Súmula | Países Baixos                              | 10–11 | Rússia | Budapeste Árbitros: Georgios Stavridis (GRE), Daniel Flahive (AUS) |
| 22 de julho de 2017 20:30 | Súmula | Pontuação por períodos: 2–4, 4-3, 2–3, 2-1 |       |        | Budapeste Árbitros: Georgios Stavridis (GRE), Daniel Flahive (AUS) |

| 22 de julho de 2017 22:00 | Súmula | França                                     | 2–16 | Austrália | Budapeste Árbitros: Dion Willis (RSA), Mikhail Dykman (CAN) |
| 22 de julho de 2017 22:00 | Súmula | Pontuação por períodos: 0–5, 0–4, 1-1, 1–6 |      |           | Budapeste Árbitros: Dion Willis (RSA), Mikhail Dykman (CAN) |

### Quartas de final
| 24 de julho de 2017 14:50 | Súmula | Itália                                     | 8–9 | Rússia | Budapeste Árbitros: Georgios Stavridis (GRE), Adrian Alexandrescu (ROU) |
| 24 de julho de 2017 14:50 | Súmula | Pontuação por períodos: 0–3, 4–1, 3–3, 1–2 |     |        | Budapeste Árbitros: Georgios Stavridis (GRE), Adrian Alexandrescu (ROU) |

| 24 de julho de 2017 16:10 | Súmula | Estados Unidos                             | 7–5 | Austrália | Budapeste Árbitros: Francesc Buch (ESP), Frank Ohme (GER) |
| 24 de julho de 2017 16:10 | Súmula | Pontuação por períodos: 0–0, 3–0, 2–2, 2–3 |     |           | Budapeste Árbitros: Francesc Buch (ESP), Frank Ohme (GER) |

| 24 de julho de 2017 20:30 | Súmula | Hungria                                    | 4–6 | Canadá | Budapeste Árbitros: Alessandro Severo (ITA), Steven Rotsart (USA) |
| 24 de julho de 2017 20:30 | Súmula | Pontuação por períodos: 0–1, 4–3, 0–1, 0–1 |     |        | Budapeste Árbitros: Alessandro Severo (ITA), Steven Rotsart (USA) |

| 24 de julho de 2017 22:00 | Súmula | Grécia                                                      | 10–10 | Espanha | Budapeste |
| 24 de julho de 2017 22:00 | Súmula | Pontuação por períodos: 3–2, 2–2, 2–2, 3–4 Tempo extra: 2–4 |       |         | Budapeste |

### Semifinal
| 26 de julho de 2017 20:30 | Súmula | Rússia                                     | 9–14 | Estados Unidos | Budapeste Árbitros: Adrian Alexandrescu (ROU), Vojin Putniković (SRB) |
| 26 de julho de 2017 20:30 | Súmula | Pontuação por períodos: 4–5, 1–6, 2–2, 2–1 |      |                | Budapeste Árbitros: Adrian Alexandrescu (ROU), Vojin Putniković (SRB) |

| 26 de julho de 2017 22:00 | Súmula | Canadá                                     | 10–12 | Espanha | Budapeste Árbitros: Georgios Stavridis (GRE), Alessandro Severo (ITA) |
| 26 de julho de 2017 22:00 | Súmula | Pontuação por períodos: 2–4, 2–3, 2–2, 4–3 |       |         | Budapeste Árbitros: Georgios Stavridis (GRE), Alessandro Severo (ITA) |

### Disputa pelo bronze
| 28 de julho de 2017 15:00 | Súmula | Rússia                                     | 11–9 | Canadá | Budapeste Árbitros: Péter Molnár (HUN), Vojin Putniković (SRB) |
| 28 de julho de 2017 15:00 | Súmula | Pontuação por períodos: 3–3, 4–2, 2–2, 2–2 |      |        | Budapeste Árbitros: Péter Molnár (HUN), Vojin Putniković (SRB) |

### Final
| 28 de julho de 2017 20:30 | Súmula | Estados Unidos                             | 13–6 | Espanha | Budapeste Árbitros: Diana Dutilh-Dumas (NED), Daniel Flahive (AUS) |
| 28 de julho de 2017 20:30 | Súmula | Pontuação por períodos: 2–1, 3–2, 5–2, 3–1 |      |         | Budapeste Árbitros: Diana Dutilh-Dumas (NED), Daniel Flahive (AUS) |

## Disputa do 5º ao 8º lugar
|  | Semifinais        | Semifinais  |    |             | 5º lugar    | 5º lugar |  |
|  |                   |             |    |             |             |          |  |
|  | 26 de julho       |             |    |             |             |          |  |
|  | Itália (pênaltis) | 11 (7)      |    |             |             |          |  |
|  | Austrália         | 11 (6)      |    |             |             |          |  |
|  |                   |             |    |             |             |          |  |
|  |                   |             |    |             | 28 de julho |          |  |
|  |                   |             |    |             | Itália      | 8        |  |
|  |                   | Hungria     | 10 |             |             |          |  |
|  |                   |             |    |             |             |          |  |
|  |                   |             |    |             |             |          |  |
|  |                   |             |    |             | 7º lugar    |          |  |
|  | 26 de julho       | 26 de julho |    | 28 de julho | 28 de julho |          |  |
|  | Grécia            | 9           |    | Austrália   | 6           |          |  |
|  | Hungria           | 10          |    |             | Grécia      | 8        |  |

| 26 de julho de 2017 13:30 | Súmula | Itália                                                      | 11–11 | Austrália | Budapeste Árbitros: Sergey Naumov (RUS), Steven Rotsart (USA) |
| 26 de julho de 2017 13:30 | Súmula | Pontuação por períodos: 5–3, 2–3, 1–3, 3–2 Tempo extra: 7–6 |       |           | Budapeste Árbitros: Sergey Naumov (RUS), Steven Rotsart (USA) |

| 26 de julho de 2017 15:00 | Súmula | Hungria                                    | 10–9 | Grécia | Budapeste Árbitros: Andrej Franulović (CRO), Benjamin Mercier (FRA) |
| 26 de julho de 2017 15:00 | Súmula | Pontuação por períodos: 2–4, 1–2, 5–0, 2–3 |      |        | Budapeste Árbitros: Andrej Franulović (CRO), Benjamin Mercier (FRA) |

### Decisão do 7º lugar
| 28 de julho de 2017 12:00 | Súmula | Austrália                                  | 6–8 | Grécia | Budapeste Árbitros: Natacha Florestano (BRA), Andrej Franulović (CRO) |
| 28 de julho de 2017 12:00 | Súmula | Pontuação por períodos: 0–1, 1–4, 3–3, 2–0 |     |        | Budapeste Árbitros: Natacha Florestano (BRA), Andrej Franulović (CRO) |

### Decisão do 5º lugar
| 28 de julho de 2017 13:30 | Súmula | Itália                                     | 8–10 | Hungria | Budapeste Árbitros: Steven Rotsart (USA), Francesc Buch (ESP) |
| 28 de julho de 2017 13:30 | Súmula | Pontuação por períodos: 2–3, 2–3, 2–2, 2–2 |      |         | Budapeste Árbitros: Steven Rotsart (USA), Francesc Buch (ESP) |

## Disputa do 9º ao 12º lugar
|  | Semifinais    | Semifinais  |   |               | 9º lugar      | 9º lugar |  |
|  |               |             |   |               |               |          |  |
|  | 24 de julho   |             |   |               |               |          |  |
|  | Países Baixos | 19          |   |               |               |          |  |
|  | Nova Zelândia | 4           |   |               |               |          |  |
|  |               |             |   |               |               |          |  |
|  |               |             |   |               | 26 de julho   |          |  |
|  |               |             |   |               | Países Baixos | 14       |  |
|  |               | China       | 7 |               |               |          |  |
|  |               |             |   |               |               |          |  |
|  |               |             |   |               |               |          |  |
|  |               |             |   |               | 11º lugar     |          |  |
|  | 24 de julho   | 24 de julho |   | 26 de julho   | 26 de julho   |          |  |
|  | França        | 5           |   | Nova Zelândia | 7             |          |  |
|  | China         | 13          |   |               | França        | 9        |  |

| 24 de julho de 2017 12:10 | Súmula | Nova Zelândia                              | 4–19 | Países Baixos | Budapeste Árbitros: Diego Garibaldi (ARG), Yosuke Kajiwara (JPN) |
| 24 de julho de 2017 12:10 | Súmula | Pontuação por períodos: 1–5, 1–6, 1–3, 1–5 |      |               | Budapeste Árbitros: Diego Garibaldi (ARG), Yosuke Kajiwara (JPN) |

| 24 de julho de 2017 13:30 | Súmula | China                                      | 13–5 | França | Budapeste Árbitros: Natacha Florestano (BRA), Nader Ghafouri (IRI) |
| 24 de julho de 2017 13:30 | Súmula | Pontuação por períodos: 3–2, 3–2, 4–1, 3–0 |      |        | Budapeste Árbitros: Natacha Florestano (BRA), Nader Ghafouri (IRI) |

### Decisão do 11º lugar
| 26 de julho de 2017 10:30 | Súmula | Nova Zelândia                              | 7–9 | França | Budapeste Árbitros: Diego Garibaldi (ARG), Yosuke Kajiwara (JPN) |
| 26 de julho de 2017 10:30 | Súmula | Pontuação por períodos: 1–0, 2–2, 1–5, 3–2 |     |        | Budapeste Árbitros: Diego Garibaldi (ARG), Yosuke Kajiwara (JPN) |

### Decisão do 9º lugar
| 26 de julho de 2017 12:00 | Súmula | Países Baixos                              | 14–7 | China | Budapeste Árbitros: Natacha Florestano (BRA), Dion Willis (RSA) |
| 26 de julho de 2017 12:00 | Súmula | Pontuação por períodos: 2–2, 5–2, 2–1, 5–2 |      |       | Budapeste Árbitros: Natacha Florestano (BRA), Dion Willis (RSA) |

## Disputa do 13º ao 16º lugar
|  | Semifinais    | Semifinais  |    |               | 13º lugar   | 13º lugar |  |
|  |               |             |    |               |             |           |  |
|  | 22 de julho   |             |    |               |             |           |  |
|  | Brasil        | 10          |    |               |             |           |  |
|  | África do Sul | 5           |    |               |             |           |  |
|  |               |             |    |               |             |           |  |
|  |               |             |    |               | 24 de julho |           |  |
|  |               |             |    |               | Brasil      | 9         |  |
|  |               | Japão       | 11 |               |             |           |  |
|  |               |             |    |               |             |           |  |
|  |               |             |    |               |             |           |  |
|  |               |             |    |               | 15º lugar   |           |  |
|  | 22 de julho   | 22 de julho |    | 24 de julho   | 24 de julho |           |  |
|  | Japão         | 17          |    | África do Sul | 4           |           |  |
|  | Cazaquistão   | 8           |    |               | Cazaquistão | 6         |  |

| 22 de julho de 2017 10:30 | Súmula | Brasil                                     | 10–5 | África do Sul | Budapeste Árbitros: Ni Shiwei (CHN), Daniel Daners (URU) |
| 22 de julho de 2017 10:30 | Súmula | Pontuação por períodos: 3–1, 2–1, 3–1, 2–2 |      |               | Budapeste Árbitros: Ni Shiwei (CHN), Daniel Daners (URU) |

| 22 de julho de 2017 12:00 | Súmula | Japão                                      | 17–8 | Cazaquistão | Budapeste Árbitros: Diego Garibaldi (ARG), Michael Brooks (NZL) |
| 22 de julho de 2017 12:00 | Súmula | Pontuação por períodos: 3–1, 2–1, 7–4, 5–2 |      |             | Budapeste Árbitros: Diego Garibaldi (ARG), Michael Brooks (NZL) |

### Decisão do 15º lugar
| 24 de julho de 2017 09:30 | Súmula | África do Sul                              | 4–6 | Cazaquistão | Budapeste Árbitros: Ni Shiwei (CHN), Benjamin Mercier (FRA) |
| 24 de julho de 2017 09:30 | Súmula | Pontuação por períodos: 1–2, 2–2, 1–0, 0–2 |     |             | Budapeste Árbitros: Ni Shiwei (CHN), Benjamin Mercier (FRA) |

### Decisão do 13º lugar
| 24 de julho de 2017 10:50 | Súmula | Brasil                                     | 9–11 | Japão | Budapeste Árbitros: Daniel Daners (URU), Dion Willis (RSA) |
| 24 de julho de 2017 10:50 | Súmula | Pontuação por períodos: 2–2, 2–6, 2–1, 3–2 |      |       | Budapeste Árbitros: Daniel Daners (URU), Dion Willis (RSA) |

## Classificação final
| Pos.              | Seleção        |
| ----------------- | -------------- |
| Medalha de ouro   | Estados Unidos |
| Medalha de prata  | Espanha        |
| Medalha de bronze | Rússia         |
| 4                 | Canadá         |
| 5                 | Hungria        |
| 6                 | Itália         |
| 7                 | Grécia         |
| 8                 | Austrália      |
| 9                 | Países Baixos  |
| 10                | China          |
| 11                | França         |
| 12                | Nova Zelândia  |
| 13                | Japão          |
| 14                | Brasil         |
| 15                | Cazaquistão    |
| 16                | África do Sul  |

Legenda
| Recorde mundial       | Recorde mundial (World record)               |                       | Recorde africano                      | Recorde africano (African) |                                           | Q | Classificado por posição (Qualified) |
| Recorde do campeonato | Recorde do campeonato (Championship record)  | Recorde da América    | Recorde da América (Americas)         | q                          | Classificado por melhor tempo (Qualified) |   |                                      |
| Melhor marca do ano   | Melhor marca do ano (World leading)          | Recorde asiático      | Recorde asiático (Asian)              | DNS                        | Não largou (Did not start)                |   |                                      |
| Recorde nacional      | Recorde nacional (National record)           | Recorde europeu       | Recorde europeu (European)            | DNF                        | Não terminou (Did not finish)             |   |                                      |
| Recorde pessoal       | Recorde pessoal do atleta (Personal best)    | Recorde da Oceania    | Recorde da Oceania (Oceania)          | DSQ / DQ                   | Desclassificado (Disqualified)            |   |                                      |
| Recorde da temporada  | Recorde da temporada do atleta (Season best) | Recorde sul-americano | Recorde sul-americano (South America) | NM                         | Sem marca (No mark)                       |   |                                      |